# Peliala thontes
Peliala thontes är en fjärilsart som beskrevs av William Schaus 1912. Peliala thontes ingår i släktet Peliala och familjen nattflyn. Inga underarter finns listade i Catalogue of Life.